# كاميلا بلوخ
كاميلا بلوخ (بالإنجليزية: Lady Camilla Bloch)‏ هي محامية بريطانية، ولدت في 30 يونيو 1970 في Bingham, Nottinghamshire ‏ في المملكة المتحدة.